# Mermessus modicus
Mermessus modicus is een spinnensoort in de taxonomische indeling van de hangmatspinnen (Linyphiidae).
Het dier behoort tot het geslacht Mermessus. De wetenschappelijke naam van de soort werd voor het eerst geldig gepubliceerd in 1987 door Alfred Frank Millidge.